# Karikó Katalin
Karikó Katalin (Szolnok, 1955. január 17. –) fiziológiai és orvostudományi Nobel-díjas, a Magyar Szent István-renddel kitüntetett, Széchenyi-díjas magyar-amerikai kutatóbiológus, a szintetikus mRNS alapú vakcinák orvosi technológiájának kifejlesztését felfedezéseivel megalapozó biokémikus. 2009 óta a University of Pennsylvania (UPenn) Perelman School of Medicine orvostudományi karán az idegsebészeti osztály professzora. Tudományos eredményei lehetővé tették a 2020 tavaszán kirobbant Covid19-pandémiával való gyors szembenézést. A világháló gyors információmegosztási lehetőségével és a kutatótársaival alkotott technológia segítségével a gyógyszergyárak gyorsan elkészíthették a vakcinákat. Anthony Fauci, az amerikai National Institutes of Allergy and Infectious Diseases igazgatója szerint Katalin „pozitív értelemben egyfajta megszállottja volt a messenger RNS koncepciójának.”
2005-ben Drew Weissmannal együtt kidolgozta a módosított nukleozidokat tartalmazó mRNS terápiás alkalmazások szabadalmát, amely lehetővé tette azt, hogy az mRNS terápia alkalmazható legyen túlzott immunreakciók kiváltása nélkül. Társfeltalálója nyolc, az mRNS-sel kapcsolatos szabadalmaknak, amelyet az USA-ban nem immunogén, nukleoziddal módosított RNS alkalmazására adtak ki. Az 1980-as évek végére a tudományos közösség nagy része a DNS-re koncentrált a génterápia megvalósítása kapcsán, de Karikó Katalin úgy vélte, hogy az mRNS is ígéretes lehet terápiás felhasználásra, mivel a legtöbb betegség nem örökletes és ezért nincs szükség olyan megoldásokra, amelyek véglegesen megváltoztatnák az ember genetikáját. A biokémikus tudóstársak mély szkepticizmusa ellenére folytatta a kutatásait. Csak kevesen ismerték fel, hogy a témában úttörőnek számító szabadalom megnyitotta a kaput a biomedicina forradalmának. 2006 és 2013 között az RNARx nevű cég társalapítója és vezérigazgatója. 2013-ban a Bőrgyógyászati és Venerológiai Szemlében megjelent tanulmányban a Debreceni Egyetem és a University of Pennsylvania tudósaival együtt megállapította, hogy a különböző génterápiára irányuló eljárások közül az mRNS használata tűnik a legalkalmasabbnak a terápiás fehérjék expresszálására, enzimdefektusok javítására, illetve vakcina készítmények kifejlesztésére.
2020-ban a szabadalma alapján készült el – a világon elsőként – klinikailag is bizonyítottan hatásos, harmadik generációs Pfizer-BioNTech Covid19-vakcina (Comirnaty vakcina). Kutatási eredményei nyomán tudományos körökben többen Nobel-díj esélyesnek ítélték, a brit etológus Richard Dawkins éppúgy, mint a kanadai őssejtbiológus, a Moderna cég egyik társalapítója, Derrick Rossi. A tudósok úgy gondolták, hogy a világ első géntechnológiával módosított vakcinájának technológiája kihat más betegségek terjedésének megakadályozására, a ráktól és agyvérzéstől kezdve a maláriáig és a sclerosis multiplexig.
A 2023-as fiziológiai és orvostudományi Nobel-díjat Karikó Katalin és Drew Weissman kapták megosztva biokémiai felfedezéseikért, amelyek lehetővé tették egy hatékony mRNS-alapú vakcina kifejlesztését a Covid19 ellen.
A szabadalmat jegyző két kutató, Karikó Katalin és Drew Weissman 2020. december 18-án, a University of Pennsylvania épületében, együtt kapta meg a Pfizer/BioNTech vakcina első dózisát, több mint 20 évvel azután, hogy megkezdték alapvető tudományos együttműködésüket.
Férje Francia Béla, lánya Francia Zsuzsanna, aki Susan Francia néven amerikai színekben kétszeres olimpiai bajnok evezős. Mindhárman magyar és amerikai állampolgárok.

## Élete és szakmai pályafutása
Kisújszálláson nőtt fel. Édesapja hentes, édesanyja könyvelő volt. A biológiát Kisújszálláson, az Arany János utcai általános iskolában szerette meg. Nyolcadikos korában megnyerte élővilág tantárgyból a megyei tanulmányi versenyt, az országos versenyen pedig harmadik helyezést ért el. Középiskoláit is Kisújszálláson, a Móricz Zsigmond Gimnáziumban végezte, ahol az iskola által alapított, a biológia területén legkiválóbb diáknak járó Jermy Gusztáv-díjat első alkalommal ő nyerte el.
1973–1978 között a Szegedi Tudományegyetem biológia szakos hallgatója volt, majd 1978–1982 között a Szegedi Biológiai Kutatóközpontban folytatta PhD-képzését. 1983-ban avatták doktorrá. 1975–1978 között népköztársasági ösztöndíjasként végezhette tanulmányait.
1978-ban a Belügyminisztérium III/II. Csoportfőnöksége részéről Salgó László beszervezte Lengyel Zsolt fedőnéven ügynökhálózatába. Ezt Karikó is elismerte, ugyanakkor elmondta, hogy jelentéseket nem írt: „Tény, hogy 1978-ban, amikor tudományos segédmunkatársként kezdtem dolgozni, felkerestek, megtaláltak, kényszerválasztás elé állítottak. Édesapámnak az 1956-os forradalomban történt részvételére, „bűnös” múltjára hivatkozva, engem a szakmai munkám ellehetetlenítésével fenyegettek meg. Azt tudtam, hogy édesapámat 1957-ben felfüggesztett börtönbüntetésre ítélték, munkahelyéről elbocsátották, 4 évig munkát nem kapott. Tudtam, hogyan működik az a rendszer, féltem, ezért aláírtam a beszervezésre vonatkozó dokumentumot. Az ezt követő években semmilyen írásos jelentést nem adtam, senkinek nem ártottam.”
2021 szeptemberében felkerült a Time magazin éves listájára, amelyen a világ 100 legbefolyásosabb embere szerepel. 2022-ben a Magyar Tudományos Akadémia tiszteleti tagjává választotta.
2021 decemberében az mRNS-vakcinákkal és a koronavírussal kapcsolatos kutatómunkájukat méltatva Karikó Katalint, Kizzmekia Corbett, Barney Graham és Drew Weissman társaságában a 2021-es "Év Hősének" választotta a Time magazin. A magazin méltatása szerint kutatómunkájuk során „az ambícióikat a közjóra fordították, kommunikáltak egymással és a tényekben bíztak.”

### Munkahelyei
1978-ban az MTA ösztöndíjasaként került a Szegedi Biológiai Kutatóközpontba. Itt kezdett el vírusokkal foglalkozni és először használt módosított nukleozidot – cordycepint. 1985-ben létszámcsökkentés miatt elküldték a kutatóközpontból, ekkor döntött úgy, hogy férjével és kislányával külföldön folytatja kutatásait. Először a philadelphiai Temple Egyetemen sikerült állást szereznie, ahol módosított nukleozidokkal foglalkoztak. Három év után otthagyta a labort, és Washingtonba került, ahol interferonokkal dolgozott. Elmondása szerint ott tanulta meg igazán a molekuláris biológiát. 1989-ben tért vissza Philadelphiába, ahol a Pennsylvaniai Egyetemen folytatta kutatásait 2013-ig. A kardiológián kezdett mint molekuláris biológus. Itt kezdhette el az mRNS-kutatást. Első pályázatát 1990-ben azzal utasították vissza, hogy „az mRNS nem való terápiára, hiszen azonnal lebomlik”. A kardiológiáról átkerült az idegsebészetre, ahol az orvoskollégáknak megtetszett az mRNS-terápia ötlete. Kezdetben a szintetikus mRNS erős gyulladásos reakciókat váltott ki, mivel az immunrendszer betolakodónak tekintette. Azonban ezt a problémát is sikerült megoldani. Később, a sikeres mRNS technológián alapuló Pfizer–BioNTech Covid19-ellenes védőoltások nagy-britanniai indulásakor így nyilatkozott erről a Magyar Nemzet című napilapnak:
Végül az mRNS négyféle építőeleméből egyet, az uridint annak módosított változatára, a sejtjeink RNS-ében gyakran előforduló pszeudouridinra cseréltem, és Drew kimutatta, hogy az ilyen mRNS „csendes”, azaz nem aktiválja az immunsejteket. Meglepetésünkre vakcinának is jobb volt az ilyen „csendes” mRNS. Az egyetem szabadalmaztatta a módszert, amit Karikó–Weissman-technikának neveznek, s ami ma számos Covid-vakcina fejlesztésének alapja.
Az úttörőnek számító tervezete, azaz hogy a hírvivő RNS felhasználható bármely fertőzés szimulációjaként, több más tanulmánnyal Derrick Rossi kezébe került, aki 2010-ben Cambridge-ben (Massachusetts) megalapította a „ModeRNA” nevű céget. Noha a cég Karikó Katalinnak is állásajánlatot tett, ő több más biokémikussal 2013-ban úgy döntött, hogy belép a németországi Mainzban működő Uğur Şahin és Özlem Türeci által alapított BioNTech RNA Pharmaceuticals GmbH gyógyszergyártó versenytárs cégébe. A cég piaci értéke 2019-ben meghaladta a 21 milliárd dollárt. A „BioNTech” vezető alelnöke lett. 2014-ben Karikó Katalin, Uğur Şahin és Özlem Türeci közös tanulmányt írt az in vitro módosított (IVT) mRNS témájáról mint potenciális új gyógyszerosztályról, amely új alkalmazások széles körének alapját jelenthetik majd a jövőben. Egyedüli szerzőként, 2019 márciusában a Molecular Therapy című kiadványban átfogó cikket jelentetett meg „In vitro módosított mRNS terápiák: Az árnyékból a reflektorfénybe” címmel, amelyben áttekintette az mRNS technológia különféle terápiás alkalmazásainak fejlődését.

## Az mRNS-sel kapcsolatos kutatásai
1998-ban került az egyetemre Drew Weissman immunológus, aki HIV-elleni vakcinát akart készíteni. DNS-sel próbálkozott, de miután megismerkedett az mRNS-sel, közösen folytatták a kutatást. 2005-ben jutottak el odáig, hogy az egyetem szabadalmaztatta a technológiájukat, amelyben a módosított nukleotidokból kiindulva, enzimekkel készíttette el a kívánt mRNS-eket. Ezzel a módszerrel sokkal több fehérje képződött róluk, mint az eredeti, módosítatlan RNS-ről. A szintén a Pennsylvaniai Egyetemen dolgozó, ugyancsak egykori szegedi kutató, Pardi Norbert bizonyította, hogy milyen előnyökkel járnak az erős és hosszú életű antitestválaszok létrehozása szempontjából a módosított mRNS immunhatásai a vírusellenes vakcinák területén. Karikó és munkatársai először számoltak be a természetben is előforduló, módosított nukleozidok felhasználásával, in vitro szintézissel készült mRNS alkalmazásáról. A Karikó és Weissmann nevéhez fűződő szabadalom jogait a Pennsylvaniai Egyetem (UPenn) szerezte meg, miután a pereskedés során a bíróság elfogadta érvelésüket az általuk befektetett költségekre vonatkozóan. Az egyetem később a jogokat eladta a CellScript LLC-nek, majd a német BioNTech és a teljes működését a módosított mRNS-re építő, ma 24 milliárd dollárt érő amerikai Moderna cég összesen 150 millió dollárt fizetett ki a Karikó–Weissman-szabadalom használati jogaiért.
2005-ben Weissmannal RNARx néven közös céget alapított. 2006-ban kutatásaik folytatására pályáztak az amerikai Nemzeti Egészségügyi Intézetnél (National Institute of Health, NIH), ahol egy évre 100 000 dollárt kaptak, hogy ezalatt bebizonyítsák, ha eritropoetint kódoló mRNS-t adnak az egérnek, akkor meg tudják duplázni a retikulocitáik (az érett vörösvérsejt prekurzorainak) számát. Ez volt a feltétele egy egymillió dolláros támogatásnak, amit sikerült teljesíteniük.

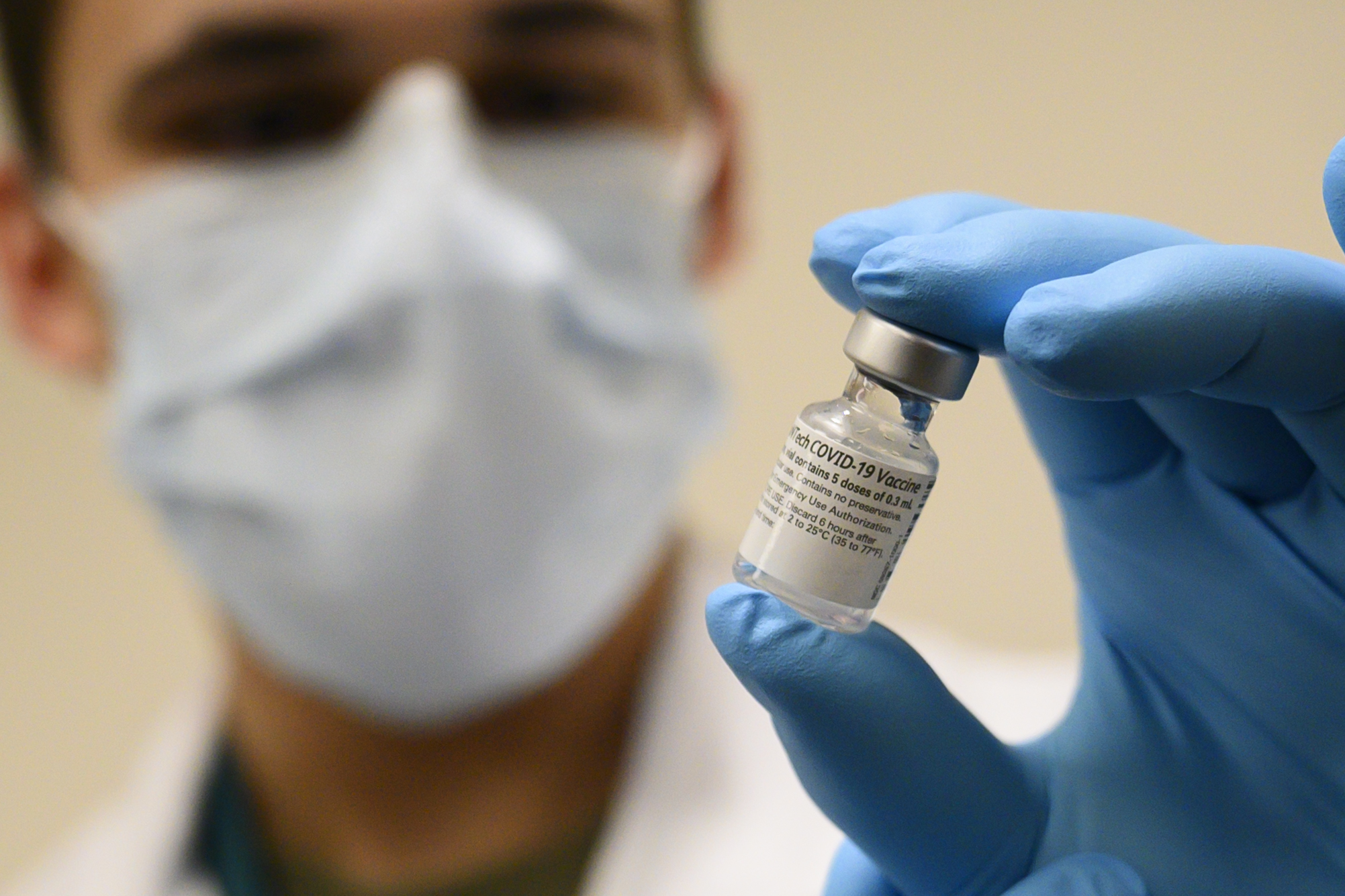
A szintetikus mRNS technológia alapján a világon elsőként elkészült Pfizer-BioNTech vakcina

2013-ban japán kollégájával, Hiromi Muramatsuval elhatározták, hogy egy klinikai programmal is rendelkező cégnél folytatják munkájukat, ahol az mRNS-terápia megvalósításán dolgozhatnak. A mainzi BioNTechet, Európa legnagyobb magántulajdonban levő biotechnológiai vállalatát választották, mert ott már készítettek szintetikus mRNS-t terápiás célra. Karikó és Muramatsu pedig beindította a BioNTech módosított mRNS-programját, és a cég alelnöke lett. Az mRNS-alapú rák immunterápiák és a fertőző betegség elleni vakcinák fejlesztései a klinikai alkalmazás fázisába léptek. A módosított mRNS több területen eljutott a klinikai kipróbálás szakaszába, embereket kezelnek már vele. Az évtizedek alatt elvégzett kutatások eredményei alapján kiderült: a különböző vírusfertőzések ellen védelmet nyújthat az emberbe injekciózott megfelelő, szintetikusan előállított mRNS is. A szintetikus mRNS alapján a sejtek elkészítik a testidegen vírusfehérje megfelelő szakaszát, majd arra reagálva azt az ellenanyagot, amivel a szervezet képes leküzdeni magát a vírust, ha találkozik vele. Ezzel a technológiával hozta létre 2020-ban a BioNTech az amerikai Pfizer céggel közösen a Covid19-vakcinát. A BioNTech-nél több magyar kollégájával, Boros Gáborral és Szabó Gáborral is együtt dolgozott ezen a feladaton. A terápiás fehérjéket kódoló mRNS-ek használata a tumoros betegek gyógyításában is jelentősen előrehaladott állapotba került. Ha az állatok tumorjába juttatnak mRNS-t, a frissen kódolt fehérjék odahívják az immunsejteket. Már arra is van példa, hogy ilyenkor nemcsak az a tumor sorvad el, amelyikbe az mRNS-t injektálták, hanem az áttét is. A fertőzések elleni védőoltások kidolgozására folytak kísérletek. A kutatócsapat részletes értékelést adott a teljes hosszúságú SARS-CoV-2 tüskefehérjét vagy a tüskereceptort kötő domént kódoló, lipid nanorészecskékbe kapszulázott, nukleoziddal módosított mRNS (mRNS-LNP) vakcinák immunogenitásáról. Ha influenzajárvány tör ki, az mRNS-vakcina sokkal gyorsabban elkészülhet, mint a hagyományos, (in vitro) tojásban tenyésztett változat. Az mRNS-en alapuló vakcina esetén a szervezetünk készíti el az mRNS által kódolt vírus tüskefehérjéjét (Spike Protein RBD), ami kijut a sejtből. A vírus többi része tehát nincs ott, csak az immunitás szempontjából fontos felszíni fehérje, ami önmagában nem veszélyes. A szervezet ezt azonosítja idegenként, és erre reagál az ellenanyag elkészítésével. Végül pedig, ha a vírus belép a szervezetbe, az már fel van készülve rá, a fehérje alapján felismeri és hatástalanítja. Amikor 2020 januárjában kínai tudósok közzétették a SARS-CoV-2 genetikai szekvenciáját, a biotechnológusok felismerték, hogy a koronavírus jellegzetes tüskefehérjéje tökéletes célponttá tette az mRNS-oltástechnológiák számára. A BioNTech órákon belül – Karikó Katalin három évtizedes kutatására épített eszközökkel – megtervezte az első mRNS-oltást a COVID-19 fertőzés leküzdésére. Az mRNS-en alapuló vakcina előnye, hogy gyorsan előállítható, nem okoz fertőzést, mert nincs benne a vírus teljes génállománya, ezért biztonságos. A technológia alapján a világon elsőként elkészült vakcina a túl gyors lebomlást gátló, lipid nanorészecskében utazó, mRNS molekulát tartalmazó készítmény lett, amely egy specifikus konformációban kódolja a SARS-CoV-2 koronavírus tüskefehérje receptorkötő doménjét (Receptor Binding Domain RBD). A szintetikus mRNS egy genetikai anyag, amely nem továbbítható a következő generáció számára. Az mRNS vakcina beadása után a makromolekula irányítja a fehérjetermelést az izomsejtekben, amely 24–48 órán át éri el a csúcsszintet. A hagyományos oltóanyag-fejlesztés nagyon időigényes és nem képes gyorsan reagálni az olyan új járványok ellen, mint a 2020-ban kitört Covid19-pandémia. Az új oltóanyag alkalmazásához rendkívül alacsony hőmérsékletre van szükség.
Karikó, terve szerint, a Covid19 járvány csillapodását követően sem hagy fel az mRNS-sel kapcsolatos kutatásaival, melyek középpontjában a tumorokba injektált RNS, az autoimmun betegségek, valamint a rák elleni vakcináció áll majd.

## Publikációi és szabadalmai

A molekuláris biológia centrális dogmája a DNS, az RNS és a fehérjék közötti információáramlással foglalkozik

Publikációinak részletes jegyzéke a scholar.google.com oldalon található.
Több szabadalom fűződik a nevéhez: CN102947450A, US2009286852 és US2013261172. Ezek tárgya a pszeudouridint (Ψ) vagy módosított nukleozidot tartalmazó RNS-, oligoribonukleotid- és poliribonukleotid-molekulák, és az ezekből álló génterápiás vektorok szintetizálásának módszereit írja le, valamint módszereket ad meg a génpótlásra, génterápiára, génátírási csendesítésre és a terápiás fehérjéknek a molekulákat tartalmazó élő szövetbe juttatására. A találmány tárgyát képezik az RNS, az oligoribonukleotid és a poliribonukleotid molekulák immunogenitásának csökkentésére szolgáló eljárások is. A szabadalom az emberi sejtekben lévő messenger RNS (mRNS) módosított változatának megtervezésével, majd a célba juttatására szolgáló rendszer kifejlesztésével megalapozta, hogy a szintetikus mRNS oltás hosszú ideig biztosíthatja a kódolt terápiás fehérje helyi szekrécióját, így az RNS-technológiák az emberek egészségének javítását szolgálják. Az mRNS széles terápiás potenciállal rendelkezik. A jelenlegi klinikai erőfeszítések az oltásra, a fehérjepótló terápiákra és a genetikai betegségek kezelésére összpontosulnak.

## MTMT publikációs lista
Publikációs listája az MTMT-ben

## Családja
Férje Francia Béla, akivel 2020-ban ünnepelték negyvenedik házassági évfordulójukat. Lányuk, Francia Zsuzsa, kétszeres olimpiai és ötszörös világbajnok evezős. Unokájuk Alexander Bear Amos (2021).
A kisújszállási és szegedi éveket követően az Amerikai Egyesült Államokba, Philadelphiába költöztek, de nem mondtak le magyar állampolgárságukról. Mivel 2013-ban a BioNTech székhelyére, Mainzba férje nem tartott vele, ezért 2013 óta ingázik Európa és Amerika között. Gyakran jár Magyarországra is.

## Önéletrajzi könyve
Karikó Katalin önéletrajzi könyve magyarul két napra a Nobel-díj elnyerését követően, 2023. október 4-én jelent meg Áttörések – Életem és a tudomány címmel. A könyv eredeti, angol nyelvű kiadója a Penguin Books kiadó Breaking Through: My Life in Science címmel jelentette meg a művet. Magyarországon a könyv a Helikon Kiadó gondozásában jelent meg Fenyvesi Anna fordításában.
A könyv a 2023-as év legnagyobb példányszámban eladott tényirodalmi könyve lett, ezért 2024 júniusában megkapta a Libri Irodalmi Díjat. Ekkorra már 9 nyelvre lefordították memoárját.

### Kiadásai
- Breaking Through. My Life in Science; Penguin Random House, New York, 2023[113]
- Áttörések. Életem és a tudomány; ford. Fenyvesi Anna; Helikon, Bp., 2023[114]
- Breaking Through. My Life in Science; The Bodley Head, London, 2024[115]
- Nonostante tutto. La mia vita nella scienza; Bollati Boringhieri, Torino, 2024[116]

### A könyv visszhangja
- Karikó Katalin: Áttörések – Könyvbemutató MTA KIK– 2023. október 11. (youtube)
- Sándor Anna: Karikó Katalin: Arra kell odafigyelni, aki hisz benned (konyvesmagazin.hu)
- Kokas Károly: Karikó Katalin: a tudós életének pályaíve (SZTE Klebelsberg Könyvtár – blog)
- Karikó Katalin: Áttörések – Egy magyar Nobel-díjas története (szukits.hu)
- Nagy Nikoletta: A kisújszállási Hamupipőke, akinek a tudomány volt a hercege (telex.hu)
- Bobák Zsófia: Akadályok és áttörések sorozata volt Karikó Katalin karrierje, ami a Nobel-díjig vezette (raketa.hu)
- Dzsubák Tamás: Ennél jobban időzíteni sem lehetett volna: a boltokban Karikó Katalin önéletrajzi könyve (index.hu)
- Radó Nóra- Vajna Tamás: „Megadtak egy e-mail-címet, ami nobelprize.org-ra végződött. Csak ekkor gondoltam, hogy igaz lehet” (qubit.hu)
- Györgyei Szabó Magdolna: „Az eszbékás, aki a legmesszebb ugrott” – bemutatták Karikó Katalin önéletrajzi könyvét (kultura.hu)
- Újszászi Ilona: Karikó Katalin: Áttörések – Életem és a tudomány. Interjúk és recenziók a sikerkönyv szegedi bemutatójához (szte.hu)
- Kiss Anna: Áttörések: Szegeden is bemutatták Karikó Katalin könyvét – Fotók (delmagyar.hu)
- Lázárné Csernus Anikó ismertetése magyarul és angolul (Facebook—almamater)
- Inkei Bence: „Vár a munka a laborban. És te itt vagy és szoptatsz” – mit árul el Karikó Katalin az önéletrajzában? (24.hu)
- A Moly olvasóinak reflexiói (moly.hu)
- Karikó: Nem lennék itt, ha négyszer ki nem rúgtak volna (klubradio.hu)
- Áttörések – Életem és a tudomány címmel megjelent ... (cultura.hu)
- Ötvös Zoltán: Karikó Katalin önéletrajza rólunk szól (magyarnemzet.hu)
- Hargitai Miklós: F mint Karikó (nepszava.hu)
- Műhelytitkok az Áttörés születéséről – Kik és hogyan járultak hozzá a Karikó-kötet sikeréhez? (szte.hu)
- Milanovich Domi: Karikó Katalin: Mindig az a lány maradok, aki a magyar Alföldön rácsodálkozott a természetre – Portré : 69 éves lett a Nobel-díjas tudós (wmn.hu)
- Turai Laura: Könyvajánló – Karikó Katalin: Áttörések – Életem és a tudomány (hiros.hu)
- McKie, Robin: Breaking Through: My Life in Science by Katalin Karikó review – real-life lessons in chemistry. (www.theguardian.com)
- Lin, Fay: The Curious Case of Katalin Karikó. (www.liebertpub.com)
- Review: Breaking Through, My Life in Science. (sekarwrites.com)
- Wilson, Clare: Breaking Through review: Katalin Karikó's amazing Nobel story (www.newscientist.com)
- Moore, Wendy: Woman in a white coat. A pioneering scientist dismissed as ‘that crazy mRNA lady’ (www.the-tls.co.uk)
- Katalin Karikó: Breaking Through – My life in Science. Interviews and reviews for the presentation of the bestseller book in Szeged (szte.hu)
- Cookson, Clive: Breaking Through: My Life in Science by Katalin Karikó — from ‘crazy mRNA lady’ to Nobel laureate (Financial Times)
- Fabio Fazio Che tempo che fa című műsorának meghívottja volt Karikó Katalin 2024. április 14-én könyvének olasz kiadása kapcsán. (SZTE)[117]

## Díjai, elismerései
2023. október 2-án a Svéd Királyi Tudományos Akadémia bejelentette, hogy a 2023. évi fiziológiai és orvostudományi Nobel-díjat Karikó Katalinnak és Drew Weissmannek ítélték oda az mRNS-technológia kifejlesztéséért. A díjat 1901 óta 227 tudós vehette át, Karikó Katalin a tizenharmadik nő, aki megkapta a díjat. Tíz magyar tudós és alkotó után Karikó Katalin szerezte meg a tizenegyedik magyar Nobel-díjat, egyben ő az első magyar Nobel-díjas nő. Karikó Katalin a Nobel-díjával járó több mint félmillió dollárt egykori alma materének, a Szegedi Tudományegyetemnek adományozta 2024.. április 16-án.
Karikó a Nobel-díj mellett több mint 130 magyar és nemzetközi díjat és kitüntetést kapott a biokémia területén végzett úttörő és világviszonylatban is jelentős munkásságáért. Ezeket a Karikó Katalin díjainak és kitüntetéseinek listája szócikk sorolja fel.
2021 óta nevét viseli a 166028 Karikókatalin, 2022 óta pedig az 511955 Katalinkarikó kisbolygó is.
2023 decemberében az újszegedi magasházon 28 méter (10 emelet) magas portréfestményt adtak át Szeged két Nobel-díjasáról, Szent-Györgyi Albertről és Karikó Katalinról. A portrékat a Színes Város Csoport készítette.